# حسين مدكور
حسن مدكور هو أحد نجوم النادي الأهلي والعصر الذهبي للكرة القدم المصرية في الأربعينيات الذي ضم العمالقة أحمد مكاوى وسيد الضظوى ومحمد أبو حباجة، والده هو محمد بك مدكور مدير الكرة السابق بالأهلي وعضو مجلس الإدارة.